# Liste des principales œuvres pour violon et orchestre
Voici une liste des principales compositions pour violon et orchestre. Pour la description des formes musicales, voir concerto et concerto pour violon.

## Concertos

### A
- Jean-Baptiste Accolay : Concerto pour violon no 1 (1868)
- Joseph Achron : Concerto pour violon no 1 (1927)
- Lee Actor : Concerto pour violon et orchestre (2005)
- John Adams : 
  - Concerto pour violon (1993)
  - Dharma at Big Sur (2003)
- Thomas Adès : Concentric Paths, concerto pour violon et orchestre (2005)
- Kalevi Aho : Concerto pour violon (1981)
- Necil Kazım Akses : Concerto pour violon (1972)
- William Alwyn : Concerto pour violon (1939)
- George Antheil : Concerto pour violon et orchestre (1946)
- Kurt Atterberg : Concerto pour violon (1914)
- Lera Auerbach :
  - Concerto pour violon no 1 (2003)
  - Concerto pour violon no 2 (2004)
- Tor Aulin :
  - Concerto pour violon no 1 en sol mineur (1891)
  - Concerto pour violon no 2 (1893)
  - Concerto pour violon no 3 en do mineur (1906)

### B
- Grażyna Bacewicz : sept concertos pour violon (1937-1965)[1]
- Johann Sebastian Bach :
  - Concerto pour violon en la mineur, BWV 1041 (1717–1723)
  - Concerto pour violon en mi majeur, BWV 1042 (1717–1723)
  - Concerto pour 2 violons en ré mineur, BWV 1043 (1723)
- Henk Badings :
  - Concerto pour violon no 1 (1935)
  - Concerto pour violon no 2 (1939/orch.1953)
  - Concerto pour violon no 3 (1944)
  - Concerto pour violon no 4 (1947)
- Leonardo Balada : Concerto pour violon no 1 (1982)
- Osvaldas Balakauskas
  - Concerto RK (1997)
  - Concerto Brio (1999)
- Samuel Barber : Concerto pour violon, op. 14 (1939)
- Béla Bartók :
  - Concerto pour violon no 1 (1908)
  - Concerto pour violon no 2 (1938)
- Mason Bates : Concerto pour violon (2012)
- Arnold Bax : Concerto pour violon (1937)
- Ludwig van Beethoven :
  - Concerto pour violon en ré majeur, opus 61 (1806)
- Paul Ben-Haim : Concerto pour violon (1960)
- Alban Berg : Concerto à la mémoire d'un ange (1935)
- Erik Bergman : Concerto pour violon, Op. 99 (1984)
- Luciano Berio : Concerto pour violon
- Charles de Bériot : neuf concertos pour violons
- Franz Berwald : Concerto pour violon en do dièse mineur (1820)
- Bruno Bjelinski : Concerto pour violon (1952)
- Boris Blacher : Concerto pour violon (1948)
- Ernest Bloch : Concerto pour violon en la mineur (1938)
- Karl Boelter : Concerto pour violon (1999)
- Corentin Boissier : The Intemporal, concert(in)o for violin and (chamber) orchestra in D minor (2010)
- Hakon Børresen
  - Concerto pour violon en sol majeur, Op. 11 (1904)
- Hendrik Bouman
  - Concerto pour violon en ré majeur pour Simon Standage (2008)()
- Brian Boydell
  - Concerto pour violon, Op. 36 (1953–54)
- Johannes Brahms
  - Concerto pour violon en ré majeur, Op. 77 (1878)
- Matija Bravničar
  - Concerto pour violon (1962)
- Johannes Bernardus van Bree
  - Concerto pour violon
- Havergal Brian : Concerto pour violon no 2 en do majeur (no 1 perdu) (1934–5)
- Benjamin Britten : Concerto pour violon, Op. 15 (1939, rev. 1954, 1965)
- Mikhail Bronner :
  - Concerto pour violon Lonely Voice (1992)
  - Concerto pour violon Heaven's Gate (2001)
- Max Bruch
  - Concerto pour violon no 1 en sol mineur, Op. 26 (1867)
  - Concerto pour violon no 2 en ré mineur, Op. 44 (1878)
  - Concerto pour violon no 3 en ré mineur, Op. 58 (1891)
- Willy Burkhard : Concerto pour violon, Op. 69 (1943)
- Ferruccio Busoni : Concerto pour violon en ré majeur, op. 35a (1897)

### C
- Elliott Carter : Concerto pour violon (1990)
- Mario Castelnuovo-Tedesco : Concerto pour violon no 2 (1931)
- Carlos Chávez : Violin Concerto (1950)
- Chen Gang et He Zhanhao : Butterfly Lovers' Violin Concerto
- Gordon Chin
  - Concerto pour violon no 1(1998)
  - Formosa Seasons for Violin and Strings (2001)
  - Concerto for Violin, Cello, and Orchestra (2002)
  - Violin Concerto no 2 (2003)
- Unsuk Chin : Violin Concerto (2002)
- Dmitri Chostakovitch
  - Concerto pour violon no 1
  - Concerto pour violon no 2
- Samuel Coleridge-Taylor : Concerto pour violon Op.80 (1912)
- Julius Conus
  - Concerto pour violon en mi mineur (1898)
- Roque Cordero : Violin Concerto (1962)
- Paul Creston
  - Concerto pour violon no 1, Op. 65 (1956) 
  - Concerto pour violon no 2, Op. 78 (1960)

### D
- Raffaele D'Alessandro : Concerto pour violon et orchestre op. 41 (1941)
- Michael Daugherty
  - Fire and Blood, Concerto for violin and orchestra (2003)
  - Fallingwater, Concerto for violin and string orchestra (2013)
- Peter Maxwell Davies : Concerto pour violon (1985)
- Frederick Delius : Concerto pour violon (1916)
- David Diamond
  - Concerto pour violon no 1 (1937)
  - Concerto pour violon no 2 (1947)
  - Concerto pour violon no 3 (1976)
- Albert Dietrich : Concerto pour violon en ré mineur, Op. 30
- Ernő Dohnányi
  - Concerto pour violon no 1 en ré mineur, Op. 27 (1915)
  - Concerto pour violon no 2 en do mineur, Op. 43 (1949–50)
- Zsolt Durkó : Concerto pour violon
- Henri Dutilleux : 
  - L'Arbre des songes - Concerto pour violon (1985)
  - Sur le même accord - Nocturne pour violon et orchestre (2002)
- Antonín Dvořák : Concerto pour violon en la mineur, Op. 53 (1879–80)

### E
- Sophie Carmen Eckhardt-Gramatté : Violin Concerto for Solo Violin
- Edward Elgar : Concerto pour violon en si mineur, Op. 61 (1910)
- Anders Eliasson : Concerto pour violon Solitary Journey (2011; premiered by Ulf Wallin)
- Federico Elizalde : Concerto pour violon (1944; premiered by Ginette Neveu)
- Heino Eller : Concerto pour violon (1933, rev. 1965)
- Einar Englund : Concerto pour violon (1981)

### F
- Gabriel Fauré : Concerto pour violon [non terminé] (1878–80) ; deux mouvements (sur trois) ont été complétés, mais seul le premier nous est parvenu
- Morton Feldman : Violin and Orchestra (1979)
- Josef Bohuslav Foerster :
  - Concerto pour violon no 1 en do mineur, Op. 88 (1911)
  - Concerto pour violon no 2 en ré mineur, Op. 104
- Wolfgang Fortner : Concerto pour violon et grand orchestre (1947)
- Eduard Franck :
  - Concerto pour violon en mi mineur, op. 30 (1855/1861, imprimé en 1890)
  - Concerto pour violon en ré majeur, op. 57 (1875)
  - Capriccio pour violon et orchestre en la majeur (1845)
- Richard Franck :
  - Concerto pour violon en ré majeur, op. 43 (1906)
  - Sérénade en la majeur, op. 25 (1896)
- Benjamin Frankel : Concerto pour violon (1951)

### G
- Niels Gade : Concerto pour violon en ré mineur, Op. 56 (1880)
- Raymond Gallois-Montbrun : Concerto pour violon (1957)
- Harald Genzmer : Concerto pour violon (1959)
- Roberto Gerhard : Concerto pour violon (1945, rev. 1950)
- Friedrich Gernsheim
  - Concerto pour violon no 1 en ré majeur, Op. 42
  - Concerto pour violon no 2 en fa majeur, Op. 86
- Alberto Ginastera : Concerto pour violon (1963)
- Philip Glass
  - Concerto pour violon et orchestre no 1 (1987)
  - Concerto pour violon no 2 (2009)
- Alexandre Glazounov : Concerto pour violon en la mineur, Op. 82 (1904)
- Benjamin Godard :
  - Concerto romantique, Op.35
  - Concerto No.2, Op.131
- Hermann Goetz : Concerto pour violon en sol majeur, Op. 22
- Karl Goldmark :
  - Concerto pour violon no 1 en la mineur, Op. 28 (1877)
  - Concerto pour violon no 2 ?
- Berthold Goldschmidt : Concerto pour violon (1952/55)
- Evgeny Golubev : Concerto pour violon, Op. 56 (1970)
- Paul Graener : Concerto pour violon, Op.104 (1938)
- Sofia Goubaïdoulina
  - Offertorium, Concerto pour violon et orchestre (1980–86)
  - In Tempus Praesens, Concerto pour violon et orchestre (2006–07)

### H
- Hafliði Hallgrímsson : Poemi, Concerto pour violon (1986)
- Georg Friedrich Händel : Concerto en si bémol majeur pour violon et orchestre, HWV 288 (vers 1707)
- John Harbison : Concerto pour violon (1980/87)
- Roy Harris : Concerto pour violon (1950)
- Lou Harrison : Concerto pour violon avec orchestre de percussions (1940–74)
- Karl Amadeus Hartmann : Concerto funebre pour violon et orchestre à cordes (1939)
- Hamilton Harty : Concerto pour violon (1908)
- Joseph Haydn :
  - Concerto pour violon en do majeur no 1, Hob. VIIa:1 (ca. 1765)
  - Concerto pour violon en sol majeur no 2, Hob. VIIa:2 (1765, perdu)
  - Concerto pour violon en la majeur no 3, Hob. VIIa:3 "Melker Konzert" (ca. 1770)
  - Concerto pour violon en sol majeur no 4, Hob. VIIa:4 (1769)
- Hans Henkemans : Concerto pour violon (1950)
- Hans Werner Henze
  - Concerto pour violon no 1 (1947)
  - Concerto pour violon no 2 "Hommage à Gödel" (1971, révisé en 1991)
  - Concerto pour violon no 3 "Three Portraits from T. Mann's Doktor Faustus" (1996)
- Paul Hindemith : Concerto pour violon (1939)
- Jennifer Higdon : Concerto pour violon (2008)
- Vagn Holmboe :
  - Concerto de chambre no 6 pour violon (1943)
  - Concerto pour violon (1979?)
- Jenő Hubay :
  - Concerto pour violon no 1 (Concerto dramatique) en la mineur, Op. 21 (1884)
  - Concerto pour violon no 2 en mi majeur, Op. 90 (1900)
  - Concerto pour violon no 3 en sol mineur, Op. 99 (1906-1907)
  - Concerto pour violon no 4 (Concerto all'antica) en la mineur, Op. 101 (1907)

### I
- Shin'ichirō Ikebe : Concerto pour violon (1981)[2]
- Jānis Ivanovs :  Concerto pour violon (1951)

### J
- Leoš Janáček : Concerto pour violon "Pèlerinage d'une âme" (1927)
- Joseph Joachim :
  - Concerto pour violon no 1 en sol mineur, op. 3 (1851), en un mouvement, dédié à Franz Liszt
  - Concerto pour violon no 2 en ré mineur "in the Hungarian manner", Op. 11 (1861)
  - Concerto pour violon no 3 en sol majeur (1875, sans numéro d'opus)
- David Johnstone :
  - The Four Seasons, pour violon et orchestre à cordes (pub. 2008)
  - Rhapsody Concertante (sur des thèmes Hongrois et roumains) pour violon et orchestre à cordes (pub. 2008)
  - Poema de amor, pour violon et orchestre à cordes (pub.2007)
- André Jolivet : Concerto pour violon (1972, enregistré par Harmonia Mundi (HMC 901925))

### K
- Dmitri Kabalevsky : Concerto pour violon en ut majeur, op. 48 (1948)
- Jan Kalivoda : un concerto, une fantasie et six concertinos pour violon et orchestre
- Romualds Kalsons : Concerto pour violon (1978)
- Mieczysław Karłowicz : Concerto pour violon en la majeur, op. 8 (1902)
- Shigeru Kan-no :
  - Concerto pour violon no 1
  - Concerto pour violon no 2
- Talivaldis Kenins : Concerto pour violon (1974)
- Aram Khachaturian : 
  - Concerto pour violon et ré mineur, op. 46 (1940)
  - Concerto-Rhapsody en si-bémol mineur, op. 96 (1961)
- Oliver Knussen : Concerto pour violon, op. 30 (2002)
- Erich Wolfgang Korngold : Concerto en ré majeur, op. 35 (1945)
- Božidar Kos : Concerto pour violon (1986)
- Fritz Kreisler : Concerto pour violon en ut majeur "dans le style de Vivaldi"
- Franz Krommer : 12 concertos pour violon (opus 20, 41, 42, 43, 44, 61, 64, 81 et quatre sans numéros d'opus - dans le catalogue Padrta (P) III:1, 6-9, 13-15, C1, F1, F2 et G1)
- Branimir Krstic : horses and dolphins unstuck in time (2008)

### L
- José White Lafitte : Concerto pour violon en fa-dièse mineur (1864)
- Édouard Lalo :
  - Concerto pour violon en fa majeur, op. 20 (1874)
  - Symphonie espagnole, op. 21 (1974)
  - Concerto russe, op. 29 (1979)
- Lars-Erik Larsson : Concerto pour violon, op. 42 (1952)
- Henri Lazarof :
  - Concerto pour violon (1986)
  - Concerto pour violon no 3 'Edinger', (2003)
- Benjamin Lees : Concerto pour violon (1958)[3]
- Ulrich Leyendecker : Concerto pour violon (1995)
- Lowell Liebermann : Concerto pour violon et orchestre, op. 74 (2001)
- György Ligeti : Concerto pour violon (1989–92)
- Magnus Lindberg : Concerto pour violon (2006)
- Bo Linde : Concerto pour violon, Op. 18 (1957)
- Karol Lipiński :
  - Concerto pour violon no 1 op. 14 en fa dièse mineur
  - Concerto pour violon no 2 "Militaire" op. 21 en ré majeur
  - Concerto pour violon no 3 op. 24 en mi mineur
  - Concerto pour violon no 4 op. 32 en la majeur
- Andrew List : Concerto pour violon (2004)
- George Lloyd
  - Concerto pour violon et vents (1970)
  - Concerto pour violon et cordes (1977)
- Mihovil Logar : Concerto pour violon
- Thomas Ludwig : Concerto pour violon et orchestre (1989)
- Witold Lutosławski :
  - Chain II, dialogue pour violon et orchestre (1984–85)
  - Partita, pour violon et orchestre (1988)
  - Concerto pour violon (1994) (fragments only)

### M
- Otmar Mácha : Concerto pour violon (1986)
- Bruno Maderna : Concerto pour violon (1969)
- Stuart MacRae : Concerto pour violon (2001)
- Gian Francesco Malipiero :
  - Concerto pour violon no 1 (1932)
  - Concerto pour violon no 2 (1963)
- Frank Martin :
  - Concerto pour violon (1950–51)
  - Polyptyque, Concerto pour violon et deux orchestres à cordes (1973)
- Jean Martinon : Concerto pour violon no 2 (1958, rev. 1960)
- Bohuslav Martinů :
  - Concerto pour violon no 1 (1943)
  - Concerto pour violon no 2 (1944–45)
- Tauno Marttinen : Concerto pour violon, op. 13 (1962)
- Nicholas Maw : Concerto pour violon (1993)
- George Frederick McKay : Concerto pour violon (1942)
- Erkki Melartin : Concerto pour violon et orchestre (1913)
- Felix Mendelssohn :
  - Concerto pour violon en ré mineur (1822)
  - Concerto pour violon en  mi mineur, op. 64 (1844)
- Max Méreaux : Concerto pour violon et douze instruments à cordes (1982)
- Aarre Merikanto : Concerto pour violon no 2 (1925)
- Edgar Meyer : Concerto pour violon (1999)
- Krzysztof Meyer
  - Concerto pour violon no 1 (1965)
  - Concerto pour violon no 2 (1996)
- Ernst Hermann Meyer : Concerto pour violon (1964)
- Gian Carlo Menotti : Concerto pour violon (1952)
- Nikolaï Miaskovski : Concerto pour violon en ré mineur, op. 44 (1938)
- Peter Mieg Concerto pour violon et orchestre (1949/1959)
- András Mihály : Violin Concerto (1961)
- Darius Milhaud :
  - Concerto pour violon no 1 (1927)
  - Concerto pour violon no 2 (1946)
  - Concerto pour violon no 3 (1958)
- Emil Młynarski
  - Concerto pour violon en ré mineur, op. 11 (ca. 1897)
  - Concerto pour violon en ré majeur, op. 16 (ca. 1916)
- Ernest John Moeran : Concerto pour violon (1942)
- Richard Mohaupt : Concerto pour violon et orchestre (1945)
- Moritz Moszkowski : Concerto pour violon en ut majeur, op. 30
- Alexander Moyzes : Concerto pour violon (1958)
- Wolfgang Amadeus Mozart :
  - Concerto pour violon no 1 en si bémol majeur, K. 207 (1773), avec un Rondo en si bémol majeur, K. 269/261a (1775-1777)
  - Concerto pour violon no 2 en ré majeur K. 211 (1775)
  - Concerto pour violon no 3 en sol majeur, K. 216, Strassburg (1775)
  - Concerto pour violon no 4 en ré majeur, K. 218 (1775)
  - Concerto pour violon no 5 en la majeur, K. 219, Turkish (1775), avec un Adagio en mi majeur, K. 261 (1776)
  - Concerto pour violon no 6 en mi bémol majeur, K. 268 (attribué à Johann Friedrich Eck, 1780-81)
  - Concerto pour violon no 7 en ré majeur, K. 271a, Kolb (douteuse, 1777)
  - Concerto Adélaïde (composé par Marius Casadesus, 1933)

### N
- Carl Nielsen : Concerto pour violon, Op. 33 (1911)
- Serge Nigg : Concerto pour violon no 1 (1957)
- Pehr Henrik Nordgren : 
  - Concerto pour violon no 1 (1969)
  - Concerto pour violon no 2, Op. 33 (1977)
  - Concerto pour violon no 3, Op. 53 (1981)
  - Concerto pour violon no 4, Op. 90, (1994)
- Per Nørgård
  - Concerto pour violon no 1 'Helle Nacht' (1987)
  - Concerto pour violon no 2 'Borderlines' (2002)
- Ib Nørholm : Concerto pour violon (1975)

### O
- Mark O'Connor : Fiddle Concerto (1993)
- Hiroshi Ōguri : Concerto pour violon (1963)
- Slavko Osterc : Concerto pour violon et sept instruments (1928)

### P
- Niccolò Paganini
  - Concerto pour violon no 1 en ré majeur, op. 6, MS 21 (ca. 1811–17)
  - Concerto pour violon no 2 en si mineur, op. 7, MS 48, La Campanella (1826)
  - Concerto pour violon no 3 en mi majeur, MS 50 (ca. 1826–30)
  - Concerto pour violon no 4 en ré mineur, MS 60 (ca. 1829–30)
  - Concerto pour violon no 5 en la mineur, MS 78 (1830)
  - Concerto pour violon no 6 en mi mineur, op. posthume, MS 75 C'est probablement le premier à avoir été composé (vers 1816) ; seule la partie pour solo est connue
- Andrzej Panufnik : Concerto pour violon (1971)
- Boris Papandopulo : Concerto pour violon (1943)
- Helmers Pavasars : Concerto pour violon
- Krzysztof Penderecki :
  - Concerto pour violon no 1 (1977)
  - Concerto pour violon no 2 'Metamorphosen' (1992–93)
- Wilhelm Peterson-Berger : Concerto pour violon (1928)
- Giovanni Battista Pergolesi : Concerto en si bémol majeur pour violon et orchestre
- Allan Pettersson :
  - Concerto pour violon no 1 (1949)
  - Concerto pour violon no 2 (1977–78, rev. 1980)
- Hans Pfitzner : Concerto pour violon en si mineur, Op. 34 (1923)
- Walter Piston :
  - Concerto pour violon no 1 (1939)
  - Concerto pour violon no 2 (1960)
- Ildebrando Pizzetti : Concerto pour violon (1944)
- Manuel Maria Ponce : Concerto pour violon (1943)
- Gundaris Pone : Concerto pour violon (1959)
- André Previn : Concerto pour violon (2001)
- Sergei Prokofiev :
  - Concerto pour violon no 1 en ré majeur, Op. 19 (1917)
  - Concerto pour violon no 2 en sol mineur, Op. 63 (1935)

### R
- Luis Felipe Ramírez Santillán : Violin Concerto and solo voices,  (2013-14)
- Nikolai Rakov :
  - Concerto pour violon no 1 mi mineur (1944)
  - Concerto pour violon no 2 la mineur (1954)
- Einojuhani Rautavaara : Violin Concerto (1976–77)
- Alan Rawsthorne :
  - Concerto pour violon no 1 (1948)
  - Concerto pour violon no 2 (1956)
- Max Reger : Violin Concerto (Reger)Concerto pour violon en la majeur, Op. 101 (1907-8)
- Carl Reinecke : Concerto pour violon en sol mineur, Op. 141 (1876)
- Ottorino Respighi : Concerto gregoriano (1921)
- Wolfgang Rihm : Concerto pour violon, Op. 14 (1991–1992)
- Milan Ristić : Concerto pour violon (1944)
- George Rochberg :  Concerto pour violon (1974, rev. 2001)
- Pierre Rode : treize concertos pour violon
- Joaquín Rodrigo : Concierto de estío (1944)
- Julius Röntgen :
  - Concerto pour violon en la mineur (1902)
  - Concerto pour violon en ré majeur (1925/26)
  - Concerto pour violon en fa dièse mineur (1931)
- Ned Rorem : Concerto pour violon (1985)
- Hilding Rosenberg
  - Concerto pour violon no 1 (1924)
  - Concerto pour violon no 2 (1951)
- Nikolai Roslavets : Concerto pour violon (1925)
- Christopher Rouse : Concerto pour violon (1991)
- Miklós Rózsa : Concerto pour violon, Op. 24 (1956)
- Ludomir Różycki : Concerto pour violon (1944)
- Edmund Rubbra : Concerto pour violon, Op. 103 (1959)[4]
- Poul Ruders :
  - Concerto pour violon no 1 (1981)
  - Concerto pour violon no 2 (1991–92)

### S
- P. Peter Sacco : Concerto pour violon no 1 (1969)
- Harald Sæverud : Concerto pour violon Op.37 (1957)
- Chevalier de Saint-Georges a composé environ vingt-cinq concertos pour violon
- Camille Saint-Saëns :
  - Concerto pour violon no 1 en la majeur, Op. 20 (1859)
  - Concerto pour violon no 2 en do majeur, Op. 58 (1858)
  - Concerto pour violon no 3 en si mineur, Op. 61 (1880)
- Prosper Sainton : Concerto no 1, Op. 9 (ca 1851)[5]
- Aulis Sallinen : Concerto pour violon, Op. 18 (1968)
- Ahmet Adnan Saygun : Concerto pour violon (1967)
- Alfred Schnittke :
  - Concerto pour violon no 1 (1957, rev. 1966)
  - Concerto pour violon no 2 (1966)
  - Concerto pour violon no 3 (1978)
  - Concerto pour violon no 4 (1984)
- Othmar Schoeck :Concerto pour violon en si bémol majeur, Opus 21 (1912) ()
- Arnold Schoenberg : Concerto pour violon (1936)
- Gunther Schuller :
  - Concerto pour violon no 1 (1976)
  - Concerto pour violon no 2 (1991)
- William Schuman : Concerto pour violon (1947, rev. 1956 & 1959)
- Robert Schumann : Concerto pour violon en ré mineur (1853)
- Laura Schwendinger : Chiaroscuro Azzurro (2007)
- Cyril Scott : Concerto pour violon
- Tibor Serly : Concerto for Violin and Wind Symphony (1958–59)
- Roger Sessions : Concerto pour violon en si mineur (1935)
- Zdeněk Šesták : Concerto pour violon Sursum corda (1981) (wind, harp, celesta, gong and kettledrums accompaniment) ()
- Tolib Shahidi : Concerto pour violon et Orchestre de Chambre (1993)
- Rodion Shchedrin : Concerto Cantabile (1998)
- Vissorion Shebalin : Concerto pour violon, Op. 21 (1936-1940,1959)
- Jean Sibelius : Concerto pour violon en ré mineur, Op. 47 (1904)
- Robert Simpson : Concerto pour violon (1959) (withdrawn)
- Christian Sinding :
  - Concerto pour violon no 1 en la majeur, Op. 45 (1898)
  - Concerto pour violon no 2 en ré majeur, Op. 60 (published by 1901)[6]
  - Concerto pour violon no 3, Op. 119 (1917)[7]
- Nikos Skalkottas : Concerto pour violon (1938)
- Lucijan Marija Škerjanc : Concerto pour violon (1944)
- Dane Škerl : Concerto pour violon (1984)
- Yngve Sköld : Concerto pour violon (1941)
- Myroslav Skoryk : Concerto pour violon (1971)
- David Stanley Smith :
  - Concerto pour violon no 1 en fa majeur, opus 69 (avant 1934)
  - Concerto pour violon no 2 en sol majeur, opus 86 (avant 1943)
- Arthur Somervell : Concerto pour violon en sol mineur (1930) [8]
- Vladimír Sommer : Concerto pour violon (1950)
- Leo Sowerby : Concerto pour violon en sol majeur (1913, rev. 1924)
- Louis Spohr : 15 Concertos pour violon et d'autres œuvres pour violon et orchestre
- Charles Villiers Stanford
  - Concerto pour violon en ré majeur, Opus 74 (1899)[9]
  - Concerto pour violon no 2 (1918)[10]
- Robert Starer : Concerto pour violon (1979–80)[11]
- Ronald Stevenson : Concerto pour violon "The Gypsy" (1977-9)
- Josip Štolcer-Slavenski : Concerto pour violon (1927)
- Richard Strauss : Concerto pour violon (1881-1882)
- Igor Stravinsky : Concerto pour violon (1931)
- Stjepan Šulek : Concerto pour violon (1951)
- Hermann Suter : Concerto pour violon (1924)
- Margaret Sutherland : Concerto pour violon (1954)
- Johan Severin Svendsen : Concerto pour violon Op.6 (1868-1870)
- Tomáš Svoboda : Concerto pour violon, Op. 77 (1975)
- Karol Szymanowski :
  - Concerto pour violon no 1, Op. 35 (1916)
  - Concerto pour violon no 2, Op. 61 (1933)

### T
- Otar Taktakishvili : Concerto pour violon no 2 (1987)
- Eino Tamberg : Concerto pour violon (1981)
- Bernard Tan : Concerto pour violon (2005)
- Giuseppe Tartini a composé près de 130 concertos pour violons[12]
- Alexander Tchaikovsky : Concerto pour violon (1987)
- Piotr Ilitch Tchaïkovski : Concerto pour violon en ré majeur, op. 35 (1878)
- Daniel Theaker : Concerto pour violon
- Augusta Read Thomas : Spirit Musings, concerto pour violon et orchestre (1997)
- Leifur Þórarinsson : Concerto pour violon (1969–70)
- Boris Tishchenko : Concerto pour violon no 2
- Joan Tower : Concerto pour violon (1992)
- Vitomir Trifunović : Concerto pour violon (1976)
- Eduard Tubin :
  - Concerto pour violon no 1 (1941–42)
  - Concerto pour violon no 2 (1945)

### V
- Fartein Valen : Concerto pour violon (1940)
- Pēteris Vasks : Concerto pour violon 'Distant Light' (1996–97)
- Ralph Vaughan Williams :
  - Concerto pour violon en ré mineur, "Concerto Accademico"
  - The Lark Ascending (1914)
- Joseph Vella : Concerto pour violon (1993)
- Henri Vieuxtemps:
  - Concerto pour violon no 1 en E majeur, Op. 10 (1840)
  - Concerto pour violon no 2 en fa dièse mineur, Op. 19 (ca. 1835–36)
  - Concerto pour violon no 3 en la majeur, Op. 25 (1844)
  - Concerto pour violon no 4 en ré mineur, Op. 31 (ca. 1850)
  - Concerto pour violon no 5 en la mineur, Op. 37, Grétry (1861)
  - Concerto pour violon no 6 en sol majeur, Op. 47/Op. posth. 1  (1865–1870)
  - Concerto pour violon no 7 en la mineur, Op. 49/Op. posth. 3
- Giovanni Battista Viotti a composé vingt-neuf concertos pour violon, dont nous pouvons retenir le no 22 en la mineur (1792)
- Antonio Vivaldi a composé plus de 200 concertos (Opus de Vivaldi), avec pour les plus connus :
  - L'invention harmonique, op. 3 (1711, douze concertos)
  - La stravaganza, op. 4 (1716, douze concertos)
  - Concerto pour 2 violons en sol mineur
  - Les Quatre Saisons (vers 1725, il s'agit des quatre premiers concertos des 12 concertos de L'Épreuve de l'Harmonie et de l'Invention, op. 8)

- Pantcho Vladiguerov : Concerto pour violon no 1 (1921) / Concerto pour violon n°2 op.61 (1968)

- Wladimir Vogel : Concerto pour violon (1937)
- Paul Wranitzky : Concertos pour violon en do, ré, fa et sol[13]

### W
- William Walton : Concerto pour violon (1939)
- Kurt Weill : Concerto pour violon et orchestre à vent, Op.12 (1924)
- Mieczysław Weinberg : Concerto pour violon, Op. 67 (1960)
- Egon Wellesz : Concerto pour violon, Op. 84 (1961)
- Richard Wetz : Concerto pour violon en si mineur, Op. 57 (1933)
- Henryk Wieniawski :
  - Concerto pour violon no 1 en fa dièse mineur, op. 14 (1853)
  - Concerto pour violon no 2 en ré mineur, op. 22 (1862)
- John Williams : Concerto pour violon et orchestre no 1 (1974-1976, rev. 1998)
- Richard Edward Wilson : Concerto for Violin and Chamber Orchestra (1979)
- John Woolrich : Concerto pour violon (2008)

### Z
- Bernd Alois Zimmermann : Concerto pour violon (1950)

## Autres œuvres concertantes pour violon et orchestre
- Béla Bartók :
  - One Ideal, Op. 5/1 (1907–10)
  - One Grotesque, Op. 5/2 (1907–10)
  - Rhapsody no 1 (1928)
  - Rhapsody no 2 (1928)
- Ludwig van Beethoven :
  - Romance no 1 en sol majeur, op. 40 (1798–1802)
  - Romance no 2 en fa majeur, op. 50 (1798–1802)
- Hector Berlioz : Rêverie et caprice, opus 8 (1841)
- Leonard Bernstein : Serenade d'après le Banquet de Platon (1954)
- Max Bruch :
  - Romance en la mineur, op. 42 (1874)
  - Fantaisie écossaise, op. 46 (1880)
  - Adagio Appassionato en do# mineur, op. 57 (1890)
  - Schwedische Tanze, op. 63/2 (1892)
  - In memoriam, op. 65 (1893)
  - Sérénade en la mineur, op. 75 (1899–1900)
  - Konzertstück en fa dièse mineur, op. 84 (ca. 1911)
- Ernest Chausson : Poème, Op. 25 (1896)
- Chen Yi :
  - Chinese Folk Dance Suite for Violin and Orchestra (2000)
  - Romance and Dance for 2 Violins and String Orchestra (1995/1998)
- Henry Cowell :
  - Air, HC 767/1a (1952)
  - Fiddler's Jig, HC 771, Flirtatious Jig (1952)
- César Cui : Suite concertante, Op. 25 (1884)
- Luigi Dallapiccola :
  - Tartiniana (1951)
  - Tartiniana seconda (1955–56)
- Frederick Delius :
  - Suite for violin and orchestra (1888)
  - Légende (1895)
- Alphons Diepenbrock : Hymne (1917)
- Antonín Dvořák
  - Romance in F minor, Op. 11 (1877)
  - Mazurek, Op.49 (1879)
- Alexandre Glazounov : Mazurka-Oberek in D major, Op. 100b (1917)
- Lou Harrison :
  - Koncherto for violin et percussion ensemble (1959)
  - Music for Violin and Various Instruments, European, Asian, and African (1967–69)
  - Suite for Violin and American Gamelan (1974; arr. for violin and string orchestra, 1993)
  - Philemon and Baukis for violin and Javanese gamelan (1985–87)
- Ferdinand Hiller : Violin Concerto/Fantasiestück Opus 152 (published by Forberg, 1870s, before 1876) (Koninklijke Bibliotheek of the Hague, University of Rochester Voyager Catalog which notes that it is dedicated to Eugène Ysaÿe)
- Paul Hindemith : Kammermusik No. 4 (1925)
- Joseph Joachim :
  - Notturno in A major, Op. 12 (1858)
  - Andantino in A minor
  - Variations in E minor
- Aaron Jay Kernis :
  - Air (1996; orig. for violin and piano, 1995)
  - Lament and Prayer (1996)
- Édouard Lalo : Symphonie espagnole, Op. 21 (1874)
- Witold Lutosławski :
  - Chain II (1984–85)
  - Partita pour violon et orchestre (1988; orig. for violin and piano, 1984)
- Alexander Mackenzie : Pibroch Suite, Op. 42 (version pour violon et orchestre) (créé en 1889, ded. Sarasate)
- Jules Massenet : Méditation de Thaïs extraite de Thaïs (1894, souvent programmée en pièce indépendante)
- John Blackwood McEwen : Scottish Fantasy "Prince Charlie" (1941, orchestration d'une œuvre de 1915 pour violon et piano)
- Wolfgang Amadeus Mozart :
  - Concertone en do majeur, pour deux violons et orchestre, K. 190 (1774)
  - Rondo en si bémol majeur, K. 269/261a (1775-1777)
  - Adagio en mi majeur, K. 261 (1776)
  - Rondo en do majeur, K. 373 (1781)
- Oskar Nedbal : 2 pièces, Op.6 (1893, Romance et Sérénade)
- Arvo Pärt :
  - Fratres, pour violon, orchestre à cordes et percussion (1992)
  - Darf ich..., pour violon, cloches et orchestre à cordes (1995/1999)
- Walter Piston : Fantaisie pour violon et orchestre (1970)
- Nikolai Rakov : Concertino en ré mineur pour violon et orchestre à cordes (1960)
- Maurice Ravel : Tzigane (1924)
- Nikolai Rimsky-Korsakov :
  - Fantaisie sur deux thèmes russes, for violin and orchestra, Op. 33, 1886-1887
  - Mazurka sur trois thèmes folkloriques polonais, pour violon et orchestre, 1888; aussi appelé Souvenir de trois chants polonais
- Julius Röntgen :
  - Suite en ré mineur pour violon et cordes (1892)
  - Ballade (1918)
- Camille Saint-Saëns :
  - Introduction et Rondo capriccioso en la mineur, Op. 28 (1863)
  - Romance en do majeur, Op. 48 (1874)
  - Morceau de concert en sol majeur, Op. 62 (1880)
  - Havanaise en mi majeur, Op. 83 (1887)
  - Caprice andalou en sol majeur, Op. 122 (1904)
- Pablo de Sarasate :
  - Zigeunerweisen, Op. 20 (1878)
  - Fantaisie sur Carmen, Op. 25 (1883)
  - Miramar-Zortzico, Op. 42 (1899)
  - Introduction and Tarantella, Op. 43 (1899)
- Giacinto Scelsi : Anahit (1965)
- Alfred Schnittke :
  - Sonate pour violon et orchestre de chambre (1968, à l'origine pour violon et piano, 1963)
  - Quasi una sonata (1987)
  - Homage to Grieg (1993)
- Franz Schubert :
  - Konzertstück en ré majeur, D. 345 (1816)
  - Rondo en la majeur, D. 438 (1816)
  - Polonaise en si bémol majeur, D. 580 (1817)
- Robert Schumann : Fantaisie en do majeur, Op. 131 (1853)
- Raminta Šerkšnytė : Vortex (2004)
- John Sharpley : Fantaisie pour violon et orchestre "Greeting Card" (1999)
- Jean Sibelius :
  - 2 sérénades, Op.69 (1913, la première Andante assai en ré majeur et la seconde Lento assai en sol mineur)
  - 2 Humoresques, opus 87 (1917, respectivement en ré mineur et ré majeur)
  - 4 Humoresques, opus 87 (1917, respectivement en sol mineur, sol mineur, mi bémol majeur et sol mineur)
  - Suite, Op.117 (1929, en trois mouvements : Country scenery, Evening in Spring et In the Summer)
- Christian Sinding :
  - Suite en la mineur, Op. 10, Suite dans le vieux style (1889)
  - Romance en ré majeur, Op. 100 (1910)
- Josef Suk : Fantaisie en sol mineur (1902)
- Johan Svendsen : Romance Op. 26 (1881)
- Tan Dun : Out of Peking Opera (1987, rév. 1994)
- Sergei Taneyev : Suite de concert pour violon et orchestre, Op. 28 (1909)
- Piotr Ilitch Tchaïkovski :
  - Sérénade mélancolique, Op.26 (1875)
  - Valse-Scherzo, Op.34 (1878)
  - Souvenir d'un lieu cher, Op. 42 (1878) (orchestré par Glazunov, en trois mouvements : Méditation (ré mineur), Scherzo (do mineur) et Mélodie (chant sans paroles, mi bémol majeur))
- John Williams : TreeSong (2000)
- Ralph Vaughan Williams : The Lark Ascending (1914)
- Henryk Wieniawski : Légende en sol mineur, Op. 17 (1859)
- John Woolrich : Capriccio (2009)
- Iannis Xenakis : Dox-Orkh (1991)

## Œuvres pour orchestre ou grand ensemble contenant une partie de violon soliste
- Wolfgang Amadeus Mozart : Sérénade pour orchestre en ré mineur, K. 250 ("Haffner") (1776)
- Nikolai Rimsky-Korsakov : Shéhérazade, Op. 35 (1888)
- Charles Villiers Stanford : Rhapsodie irlandaise no 6 en ré mineur, Op. 191
- Richard Strauss :
  - Ainsi parlait Zarathoustra, Op. 30 (1896)
  - Don Quixote, Op. 35 (1897)
  - Ein Heldenleben, Op. 40 (1899)

## Doubles et triples concertos avec violon
- Osvaldas Balakauskas : Sinfonia Concertante, pour violon et piano (1982)
- Ludwig van Beethoven : Triple Concerto in do maieur, Op. 56, pour piano, violon et violoncelle (1804–5)
- Giovanni Bottesini : Grand duo concertant, pour violon et contrebasse
- Johannes Brahms : Double Concerto en la mineur, Op. 102, pour violon et violoncelle
- Frederick Delius : Double Concerto pour violon et violoncelle (1916)
- Joseph Haydn : Concerto en fa majeur, Hob. XVIII/6, pour piano, violon, et cordes (avant 1766)
- Johann Nepomuk Hummel : Double concerto en sol majeur, Op. 17, pour piano et violon
- Julius Juzeliūnas : Concerto pour violon et orgue (1963)
- Ernst Krenek : Concerto pour violon et piano, Op. 124
- Bohuslav Martinů : Concerto pour violon et piano (1953)
- Felix Mendelssohn : Concerto en ré mineur, pour violon et piano
- Wolfgang Amadeus Mozart : 
  - Symphonie concertante pour violon et alto
  - Symphonie concertante pour violon, alto et violoncelle (fragment)
  - Symphonie concertante pour violon et piano (fragment)
- Julius Röntgen :
  - Triple concerto en si bémol majeur, pour violon, alto, violoncelle et cordes (1922)
  - Double concerto pour violon et violoncelle (1927)
  - Triple concerto pour violon, alto et violoncelle (1930)
  - Introduktion, Fuge, Intermezzo und Finale pour violon, alto, violoncelle
- Alexander Tchaikovsky : Concerto pour violon, alto et orchestre (1988)